# Bernard Lapasset
Bernard Pierre Louis Lapasset (Tarbes, 20 ottobre 1947 – Louit, 2 maggio 2023) è stato un dirigente sportivo, rugbista a 15 e funzionario pubblico francese, già presidente della Fédération française de rugby e di World Rugby, nonché vicepresidente del comitato olimpico francese e, dal 2017, presidente onorario del comitato organizzatore dei giochi olimpici 2024 di Parigi.

## Biografia
Laureato in giurisprudenza, si impiegò nell'amministrazione pubblica francese rivestendo, tra i vari ruoli dirigenziali, anche quello di direttore delle Dogane e successivamente delle imposte indirette.
Da rugbista dilettante, vinse il titolo di Francia giovanile nel 1967 ad Agen; più tardi, entrato nella P.A., vinse anche il campionato per squadre aziendali militando nella selezione delle Dogane di Parigi.
Nel 1988 ebbe il suo primo incarico dirigenziale sportivo, come presidente del comitato rugbistico dell'Île-de-France, carica nella quale rimase fino al 1991; a quella data corrispose il suo primo incarico nazionale, quale segretario generale della Fédération française de rugby, della quale divenne poi presidente nel dicembre dello stesso anno.
Da presidente della F.F.R. nominò quattro commissari tecnici della nazionale francese: Pierre Berbizier dal 1991 al 1995, Jean-Claude Skrela dal 1995 al 1999, Bernard Laporte dal 1999 al 2007 e Marc Lièvremont dal 2007 al 2011.
Nel 1995 ebbe il suo primo incarico presso l'International Rugby Board, nel comitato organizzatore per i tour.
Nel 2003 fu tra gli artefici dell'assegnazione della Coppa del Mondo di rugby 2007 alla Francia, e nel 2004 fu nominato presidente del relativo comitato organizzatore.
Il 19 ottobre 2007 fu eletto successore di Syd Millar alla presidenza dell'International Rugby Board, secondo francese alla massima carica del rugby mondiale dopo Albert Ferrasse; a seguito dell'elezione all'IRB lasciò la presidenza della FFR.
Sotto la sua conduzione il rugby fu riammesso nel 2009 nel programma dei Giochi olimpici a partire dall'edizione 2016, seppure nella variante a sette giocatori, e l'International Rugby Board fu ribattezzato World Rugby.
Nel 2016 non si ricandidò a un terzo mandato al fine di dedicarsi alla candidatura parigina dei Giochi olimpici del 2024; gli succedette in World Rugby l'inglese Bill Beaumont.
Il 2 maggio 2023 Lapasset è morto a Louit, villaggio degli Alti Pirenei, suo dipartimento d'origine, all'età di 75 anni; tra i suoi ultimi successi da dirigente sportivo figura quello di essere riuscito ad assicurare alla capitale francese l'organizzazione dei XXXIII Giochi olimpici; tra i vari organismi istituzionali che hanno reso omaggio alla sua memoria figurano, oltre a World Rugby, anche la F.I.R. che, per voce del suo presidente Marzio Innocenti, lo ricorda come «attento e vicino al rugby italiano».
Bernard Lapasset fu insignito della Legion d'onore; co-presidente dell'associazione per l'amicizia franco-neozelandese, ricevette nel 2006 anche l'onorificenza dell'Ordine al merito della Nuova Zelanda; più recentemente, come riconoscimento per avere patrocinato la Coppa del Mondo 2019 in Giappone e contribuito allo sviluppo del gioco in tale Paese, ne fu decorato con l'Ordine di prima classe del Sol Levante.